# Rio Găureana
O Rio Găureana é um rio da Romênia, afluente do Trotuş, localizado no distrito de Bacău.